# تقسیم استان خراسان
قانون تقسیم استان خراسان به سه استان پس از چند سال بررسی، در جلسهٔ علنی ۲۹ اردیبهشت ۱۳۸۱ در مجلس شورای اسلامی ایران تصویب شد و در تاریخ ۹ خرداد ۱۳۸۳ به تأیید شورای نگهبان رسید. درگیری‌ها، آشوب‌ها، و ناآرامی‌هایی در همهٔ مراکز شهرستان‌های استان خراسان جز مشهد به وقوع پیوست که چند کشته و چندین زخمی بر جای گذاشت.

## درگیری‌ها
در شهر سبزوار، فردوس و قوچان، درگیری‌های شدیدی میان معترضان و نیروهای پلیس گزارش شد. در ۸ شهریور ۱۳۸۰، تقریباً ۵ هزار نفر در سبزوار به راهپیمایی پرداختند که حداقل دو نفر کشته و ۱۵۴ نفر دستگیر و ۳۴ نفر زندانی شدند. برخی از معترضان در سبزوار ریل‌های راه‌آهن را جمع کرده و به ساختمان‌ها حمله کردند. اعتراضات در این شهر چند روز طول کشید. در فردوس به تاریخ ۲۸ فروردین ۱۳۸۱ ۴۰ نفر دستگیر و ۱ نفر کشته شدند. در ژوئن و اوت ۲۰۰۳، همزمان با گفت‌وگوهای مقام‌داران محلی نیشابور در اعتراض به این طرح، آشوب‌های خیابانی نیز شدت گرفت.

## طرح‌ها
نخستین طرح، تقسیم استان به سه استان جدید بود که مورد مخالفت مردم قرار گرفت. یکی از طرح‌های بعدی، تقسیم استان خراسان به دو استان خراسان شمالی به مرکزیت مشهد و استان خراسان جنوبی به مرکزیت بیرجند بود که باز مورد مخالفت و اعتراض قرار گرفت. طرح تقسیم خراسان به پنج استان جدید نیز با مخالفت شدید مردم نیشابور و نمایندگانشان در مجلس همراه شد و در نتیجه از دستور کار خارج شد. در نهایت پس از کش‌وقوس‌های فراوان همان طرح نخستین (تقسیم به سه استان) اجرایی شد.

## بجنورد
شهرستان بجنورد به همراه  چهار شهرستان تابعه خود
مانه و سملقان،گرمه،جاجرم و بخشراز و جرگلان‌ که جزو مناطق دور افتاده و کم برخوردار استان خراسان بودند. و البته فاصله بیشتر از سبزوار و موقعیت جغرافیایی  متفاوت تر از آن و به علت زیر ساخت های لازم و امکانات و فرودگاه  نسبت به قوچان برتری یافت و مرکز استان خراسان شمالی شد.
بخش فاروج هم در شهرستان قوچان به علت کم برخورداری ازقوچان جدا شد و زیر نظربجنورد قرار گرفت 

## دیدگاه‌ها دربارهٔ تقسیم استان خراسان
مهدی آیتی در ۲۹ تیر ۱۳۹۵ گفت که «اسنادِ آرشیوی نشان می‌دهد از سال ۴۱ تا ۸۱ مجالس قبل و بعد انقلاب طرح تقسیم استان خراسان را روی میز داشتند و همیشه با تشنج سیاسی در منطقه موکول به مجلس بعدی می‌شد، اما در آن سال هماهنگی بین مجلس و دولت اصلاح‌طلب باعث شد این پروژه ملی به نتیجه برسد و یکی از مسائل توسعه‌ای استان بود.»

حسین انصاری راد در ۲۶ فروردین ۱۳۸۱ این طرح را «یک فاجعهٔ اجتماعی» خواند که «موجبات ناامنی، نارضایتی و ناخشنودی بخش عظیمی از مردم خراسان را فراهم خواهد کرد» و اینکه «تقسیم خراسان موجب توسعه نخواهد شد. در کشورهایی مانند هند و چین، استان‌هایی با بیش از۱۲۰ میلیون نفر جمعیت وجود دارد و ما در داخل کشور استان‌های کوچکی داریم که اگر قرار بود کوچک بودن استان موجب توسعه شود، باید با ظرفیت‌هایی که در این استان‌های کوچک وجود دارد، ما امروز سوئیس‌هایی را می‌داشتیم.» او دربارهٔ انگیزهٔ طرفداران تقسیم خراسان گفت که «انگیزهٔ اصلی آن‌ها همان مصالح خصوصی افراد است که یا مصلحت اقتصادی‌شان ایجاب می‌کند که با مرکزیت شهرستان خود، سود زیادی خواهند برد یا از مسؤولین سیاسی هستند که از این تقسیم یا تشکیل استان جدید نفع سیاسی می‌برند.»
عباس واعظ طبسی در ۱۳ اردیبهشت ۱۳۸۸ تقسیم استان خراسان را ضربه‌ای فرهنگی نامید.

احمد خاص احمدی در ۲۵ مرداد ۱۳۸۲ بیان داشت که مشکلات استان خراسان «به دلیل بزرگی استان خراسان عملاً قابل حل نیست، اگرچه که به صورت نظری ممکن است با یک مدیریت صحیح در یک استان بزرگ هم بتوان مشکلات را حل کرد، اما این نظریه به صورت یک آرزو باقی مانده است.» و تأکید کرد که به ۵ استانی شدن خراسان رأی می‌دهد. محمدرضا دولت‌آبادی تقسیم را سودمند دانست «اما ممکن است به خاطر عدم توجه به خواست مردم شاهد مشکلاتی مانند قبل باشیم.» و «تقسیم به شرطی خوب است که پتانسیل‌های لازم که در شهرستان‌ها وجود دارد ملاک عمل قرار گیرد.»

حسین آفریده هدف از تقسیم خراسان را توسعهٔ استان دانست. آزادی آزادمنش گفت که برای جبران کمبود بودجهٔ خراسان باید با صرفه‌جویی مشکل را حل کرد و نیازی به تقسیم استان نیست.
حسن سیدآبادی در ۱۹ اردیبهشت ۱۳۸۲ تأکید کرد که «استانداری و آستان قدس رضوی در تقسیم استان استان خراسان تاکنون هیچ نقشی چه در پشت پرده و چه به صورت آشکار نداشته‌اند و البته در عالم واقع نیز نمی‌توانند نقشی داشته باشند زیرا تصمیم‌گیرندهٔ نهایی مجلس و دولت هستند.»
سید رضا نوروززاده بر این باور بود که با تقسیم استان خراسان زیرساخت‌های اقتصادی جدید برای فعالیت مردم فراهم می‌شود.